# 瓦拉斯

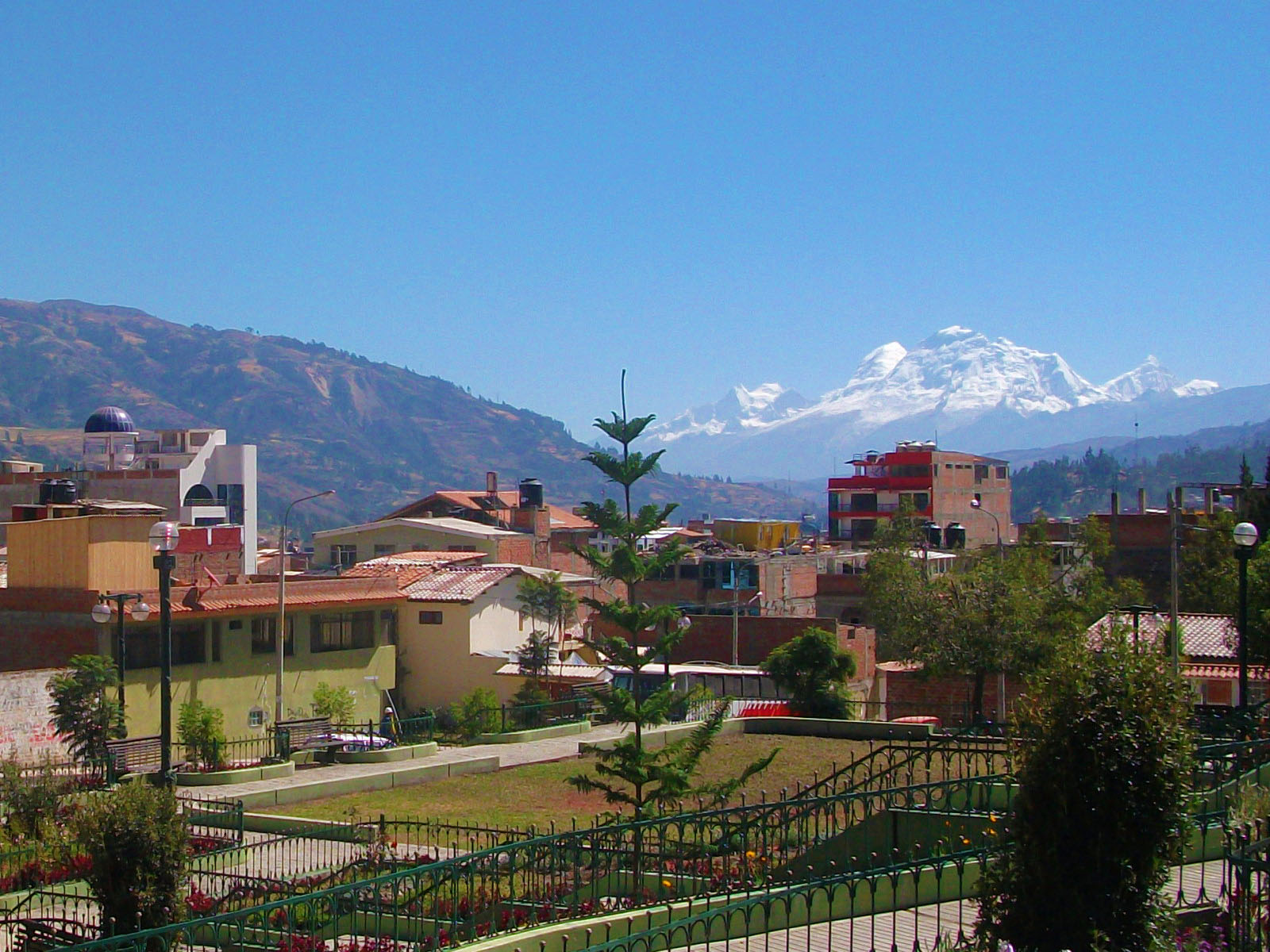
瓦拉斯市中心

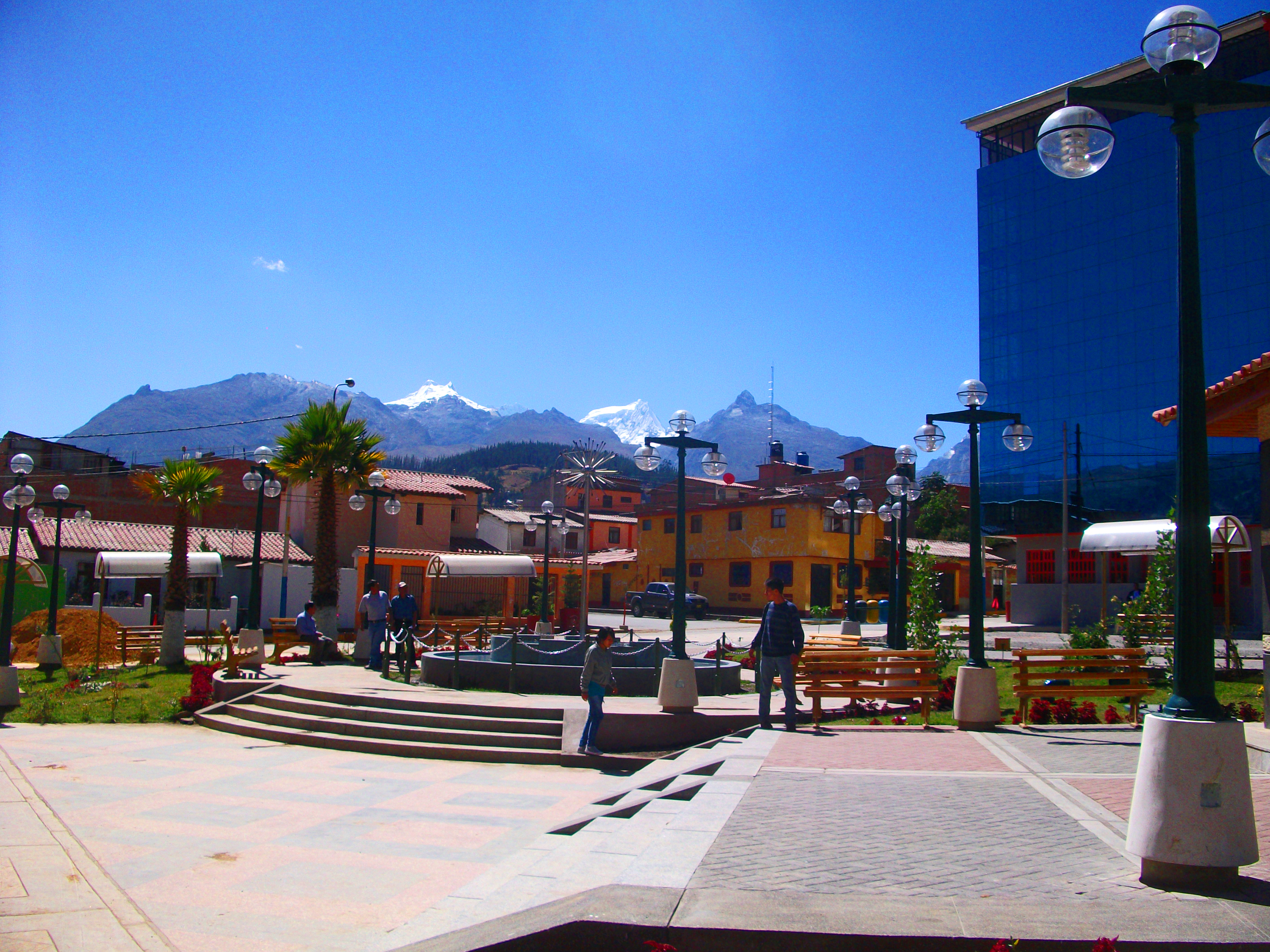
瓦拉斯市中心广场

瓦拉斯（西班牙語：Huaraz）是秘魯的城市，位於該國西部，也是安卡什大區的首府，该大区人口第二大城市。距離首都利馬420公里，始建於1574年1月20日，面積370.03平方公里，海拔高度3,052米，2007年人口約120,000。
整座城市位于安第斯山脉之上，是秘鲁有名的旅游城市。

## 外部連結
- http://www.munihuaraz.gob.pe/ （页面存档备份，存于） Official website

9°32′S 77°32′W / 9.533°S 77.533°W